# ステイタス
ステイタス（Status）は、ロールプレイングゲーム（RPG）を初めとするゲームにおいて、キャラクター（プレイヤーキャラクター、ノンプレイヤーキャラクター問わず）の様々な状態を表すデータである。
具体的には能力値、ヒットポイント、マジックポイント、経験値、レベル、習得した技能などを表す。広義ではキャラクターと可分な要素、例えば所持している金品なども含む。
ステイタスは元々、現在の状態を意味する英語であり、RPGなどのゲームではステイタス画面と呼ばれる、キャラクターの現在の状態を確認できる画面を用意していた。そこから転じて、ステイタス画面で確認できる能力値などがステイタスと呼ばれるようになった。

## 用例
ゲーム用語としてのステイタスは、一般用語としてのステイタスと具体的な用例が大きく異なる。以下に一例を示す。
- このキャラは初期ステイタスは低いものの、長い目で見たステイタスの成長率は高い。
- あのモンスターは攻撃と共に、石化のステイタス異常を仕掛けてくる。
- キャラにカーソルを合わせてAボタンを押すと、そのキャラの全ステイタスが表示されます。

1は攻撃力などの能力値を表し、2は健康状態を表している。そして3はキャラクターの「状態」そのものを意味している。
他方、オンラインゲームなどでは、アジト戦・PvPイベントでの勝利や、特別イベントの成績上位・レベルアップ・クエスト完了などの結果として、階級・称号・地位・特殊スキルがプレイヤーに付与される事がある。この場合には、上述した様な社会的地位と同様の意味で用いられる事もある。